# Odesza
Odesza (ook geschreven als ODESZA) is een Amerikaanse elektronische muziekgroep ontstaan in Seattle bestaande uit Harrison Mills en Clayton Knight. De groep ontstond in 2012 vlak voordat de twee leden afstudeerden aan de Western Washington University. Ze braken door met het nummer Say my name, in samenwerking met Zyra.

## Biografie
Mills en Knight ontmoetten elkaar tijdens hun eerste jaar op de Western Washington University. Ze begonnen echter pas samen muziek te maken in 2012, hun laatste jaar. Knight was klassiek geschoold in pianospelen en leerde later gitaar te spelen. Het duo bracht op 5 september van dat jaar hun eerste album, Summer's Gone, uit. Hun eerste EP, My Friends Never Die, werd een jaar later uitgebracht. Ze werden gevraagd te spelen in het voorprogramma van Pretty Lights tijdens zijn Analog Future Tour in de herfst van 2013.
De naam van de band komt van het gezonken schip van de oom van Mills. Enkel zijn oom en één ander bemanningslid overleefden. Zelf zegt het duo ook dat het een variant is op "Odessa". Omdat er al een band met die naam bestond besloten ze de "s" te vervangen door een "z".

## Discografie

### Albums
- 2012: Summer's Gone
- 2014: In Return
- 2017: A Moment Apart
- 2020: BRONSON
- 2022: The Last Goodbye

### Ep's
- 2013: My Friends Never Die
- 2023: Flaws in Our Design

### Singles
| Single met eventuele hitnotering(en) in de Nederlandse Top 40 | Datum van verschijnen | Datum van binnenkomst | Hoogste positie | Aantal weken | Opmerkingen |
| ------------------------------------------------------------- | --------------------- | --------------------- | --------------- | ------------ | ----------- |
| Say my name                                                   | 29-09-2014            |                       |                 |              | met Zyra    |

| Single met hitnotering(en) in de Vlaamse Ultratop 50 | Datum van verschijnen | Datum van binnenkomst | Hoogste positie | Aantal weken | Opmerkingen |
| ---------------------------------------------------- | --------------------- | --------------------- | --------------- | ------------ | ----------- |
| Say my name                                          | 29-09-2014            | 20-09-2014            | tip33*          | 6*           | met Zyra    |